# 112 (số)
112 (một trăm mười hai) là một số tự nhiên ngay sau 111 và ngay trước 113.